# Copa del Rei de futbol 1907
La Copa del Rei de futbol 1907 va ser la cinquena edició de la Copa del Rei.

## Detalls
Es va disputar entre el 24 de març de 1907, i el 30 de març de 1907, al Camp del Hipòdrom de Madrid.
La competició arribà a un rècord de participants. Onze equips es van inscriure a la competició:
- FC Barcelona
- Moderno de Guadalajara
- Recreativo de Huelva
- San Sebastián Recreation Club
- Athletic de Madrid
- Excelsior of Madrid
- Hispania of Madrid
- Madrid FC
- Club Bizcaya (combinat d'Athletic Club i Unión Atlética Vizcaína)
- Hamilton FC de Salamanca
- Vigo FC

El campió de Catalunya, X Sporting Club, refusà a participar-hi. A més, finalment, FC Barcelona i San Sebastian RC no hi participaren. Moderno de Guadalajara fou desqualificat, mentre que els quatre equips madrilenys disputaren una ronda prèvia per decidir el participant, que finalment fou el Madrid FC. Finalment els cinc participants foren:
- Recreativo de Huelva
- Madrid FC
- Club Bizcaya
- Hamilton FC de Salamanca
- Vigo FC

## Partits
| Vigo FC   | 3–3 | Huelva Recreation Club |
| --------- | --- | ---------------------- |
| ? · ? · ? |     | ? · ? · ?              |

 Hipódromo, Madrid
| Club Bizcaya                | 3–2 | Madrid CF                        |
| --------------------------- | --- | -------------------------------- |
| Simmons · Goyoaga · Simmons |     | Federico Revuelto · Manuel Prast |

| Vigo FC | 1–3 | Madrid FC                                      |
| ------- | --- | ---------------------------------------------- |
| Hambly  |     | José Giralt · M. Ocaña (p.p.) · Armando Giralt |

 Hipódromo, Madrid
| Club Bizcaya                                                                | 5–0 | Hamilton FC |
| --------------------------------------------------------------------------- | --- | ----------- |
| Tomás Murga · Simmons · Hermenegildo García · Hermenegildo García · Simmons |     |             |

 Hipódromo, Madrid
| Hamilton FC | 2–0 | Huelva Recreation Club |
| ----------- | --- | ---------------------- |
| ? · ?       |     |                        |

 Hipódromo, Madrid
| Vigo FC                | 2–1 | Club Bizcaya        |
| ---------------------- | --- | ------------------- |
| Ábalo · José Rodríguez |     | Hermenegildo García |

 Hipódromo, Madrid
| Madrid FC                                                                       | 5–0 | Hamilton FC |
| ------------------------------------------------------------------------------- | --- | ----------- |
| Armando Giralt · Sánchez Neyra · Sánchez Neyra · Armando Giralt · Sánchez Neyra |     |             |

 Hipódromo, Madrid
| Club Bizcaya  | 4–0 | Huelva Recreation Club |
| ------------- | --- | ---------------------- |
| ? · ? · ? · ? |     |                        |

 Hipódromo, Madrid
| Hamilton FC | 1–2 | Vigo FC       |
| ----------- | --- | ------------- |
| ?           |     | Lendy · Abalo |

 Hipódromo, Madrid
| Madrid FC                                                          | 4–2 | Huelva Recreation Club |
| ------------------------------------------------------------------ | --- | ---------------------- |
| Sánchez Neyra · Sánchez Neyra · Federico Revuelto · Armando Giralt |     | ? · Balbuena           |

 Hipódromo, Madrid

## Classificació
| Pos | Equip                  | PJ | PG | PE | PP | GF | GC | Pts | Classificació |
| --- | ---------------------- | -- | -- | -- | -- | -- | -- | --- | ------------- |
| 1   | Club Bizcaya de Bilbao | 4  | 3  | 0  | 1  | 13 | 4  | 6   | Finalista     |
| 2   | Madrid FC              | 4  | 3  | 0  | 1  | 14 | 6  | 6   | Finalista     |
| 3   | Vigo FC                | 4  | 2  | 1  | 1  | 8  | 8  | 5   |               |
| 4   | Hamilton FC            | 4  | 1  | 0  | 3  | 3  | 12 | 2   |               |
| 5   | Huelva Recreation Club | 4  | 0  | 1  | 3  | 5  | 13 | 1   |               |

## Final
| Madrid FC        | 1–0 | Club Bizcaya |
| ---------------- | --- | ------------ |
| Manuel Prast 80' |     |              |

## Campió
| Campions de la Copa del Rei 1907         |
| ---------------------------------------- |
| · Reial Madrid Club de Futbol · 3r títol |